# مرادعلی شیرانی
مرادعلی شیرانی (زاده ۳۰ اسفند ۱۳۳۳ در اصفهان) کشتی‌گیر فرنگی کار اهل ایران است.
وی سابقه حضور در بازی‌های المپیک تابستانی ۱۹۷۶ در وزن ۵۲ کیلوگرم کشتی فرنگی را دارد و مدال برنز مسابقات قهرمانی کشتی جهان ۱۹۷۷ وزن ۵۲ کیلوگرم فرنگی را در کارنامه دارد. مرادعلی شیرانی قهرمان کشتی فرنگی ایران و جهان که سابقه مدال برنز جهانی و مسابقات بین المللی گوناگونی علاوه بر حضور در المپیک را در کارنامه دارد، یکی از این افرادی بود که در عملیات آزادسازی خرمشهر جانباز شد. وی در کارنامه کاری خود سابقه ریاست فدراسیون کشتی و فدراسیون ورزش کارگری را دارد.